# 徐之孟
徐之孟（1556年—？），字养浩，號泰巖，浙江湖州府德清县人，是一名明朝政治人物。

## 生平
万历四年（1576年）丙子科浙江鄉試舉人，十四年丙戌科會試中式贡士，未殿试，十七年（1589年）己丑科進士，都察院觀政，十八年四月初授庐州府推官，丁憂歸。二十一年補袁州府推官，二十五年官至永州府同知，卒于官。

## 家族
曾祖徐九萬，弘治辛酉應天舉人。祖父徐重庆，监生。父徐可久，通州同知。